# Berto Lardera
Berto Lardera (La Spezia, 18 dicembre 1911 – Parigi, 23 febbraio 1989) è stato uno scultore italiano.

## Biografia
Roberto (detto Berto) Lardera nasce a La Spezia figlio di Carlo, ingegnere navale e appassionato navigatore a vela nelle coste del Golfo. Dalla madre suonatrice d’arpa, Eugenia Vittoria Mozzachiodi, assorbe l’amore per la musica.
La vista delle monumentali strutture metalliche nei cantieri spezzini influenzerà le sue future creazioni di artista autodidatta. 
Compie gli studi classici a Firenze (dove vivrà fino a 1947). Soggiorna a Parigi e a Londra nel 1929 e ha modo di approfondire la propria conoscenza della pittura e della scultura contemporanea. 
Tornato a Parigi nel 1935 si dedica allo studio delle tecniche della scultura.
Nel 1939 soggiorna nel sud della Francia e realizza numerosi disegni e progetti che tradurrà in seguito in sculture. Nello stesso anno ritorna a Firenze, dove fino al 1942 porta avanti sperimentazioni tecniche con diversi materiali come l’argilla, il gesso, il marmo, la pietra, il legno e il bronzo.
Nel 1942 tiene la sua prima personale a Milano alla Galleria il Milione. Le istanze di libertà sollecitate dall’oppressione del ventennio fascista lo spingono a partecipare alla Resistenza.
Dopo la guerra, nel 1947, si trasferisce a Parigi dove rimarrà per tutto il resto della sua vita. 
Espone alla Galerie Denise René, al Salon de Mai e al Salon des réalités nouvelles.

Partecipa alla Biennale di Venezia negli anni 1948, 1950 e 1952 e alla Biennale di San Paolo. 
Più tardi partecipa anche a documenta, negli anni 1955, 1959 et 1964, a Kassel in Germania. Nel 1968 espone alla triennale di Nuova Delhi.
Negli anni dal 1958 al 1961 è professore invitato alla Hochschule für bildende Künste di Amburgo.

Nel 1965 acquisisce la cittadinanza francese.
Muore a Parigi nel 1989.
La città della Spezia ha celebrato il suo illustre concittadino organizzando con il Museo di Grenoble una mostra monografica tenutasi nelle due città nel 2002 (a Grenoble dal primo giugno al 25 agosto e alla Spezia dal 22 settembre al 12 gennaio 2003).

## Lo stile
I suoi primi lavori Lardera sono strutture metalliche astratte bidimensionali, talvolta con inserti a mosaico.  

Più tardi , a partire dal 1949, si dedica a costruzioni geometriche più variate nel piano orizzontale o verticale che spesso costituiscono serie legate ad uno stesso tema, quali le serie dei Miracoli, delle Albe o degli Arcangeli.   

Sue opere monumentali si trovano a Marl, a Berlino, a Friburgo in Brisgovia e in varie città della Francia, negli Stati Uniti e in Giappone.

## Opere

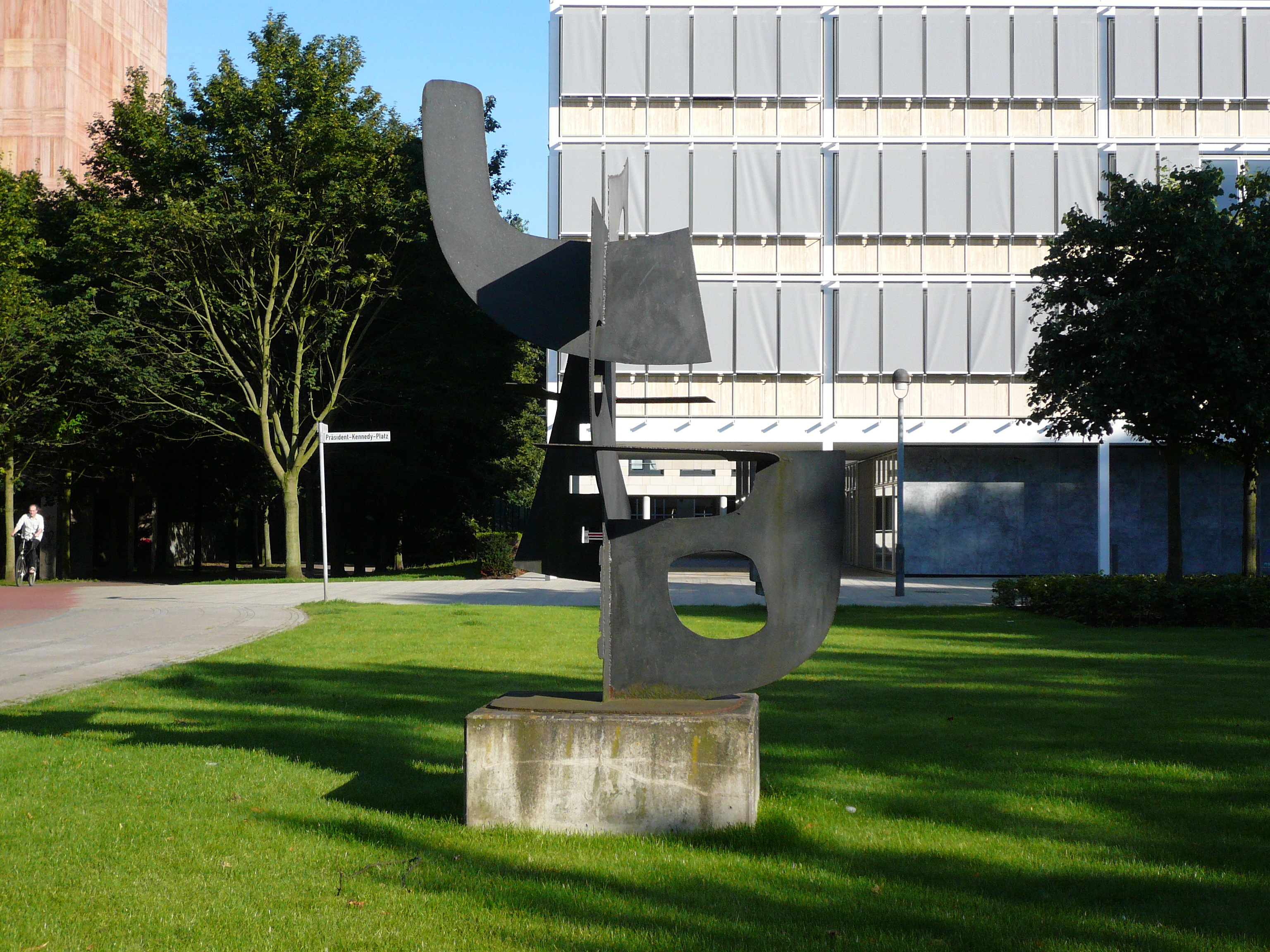
Occasione drammatica Brema
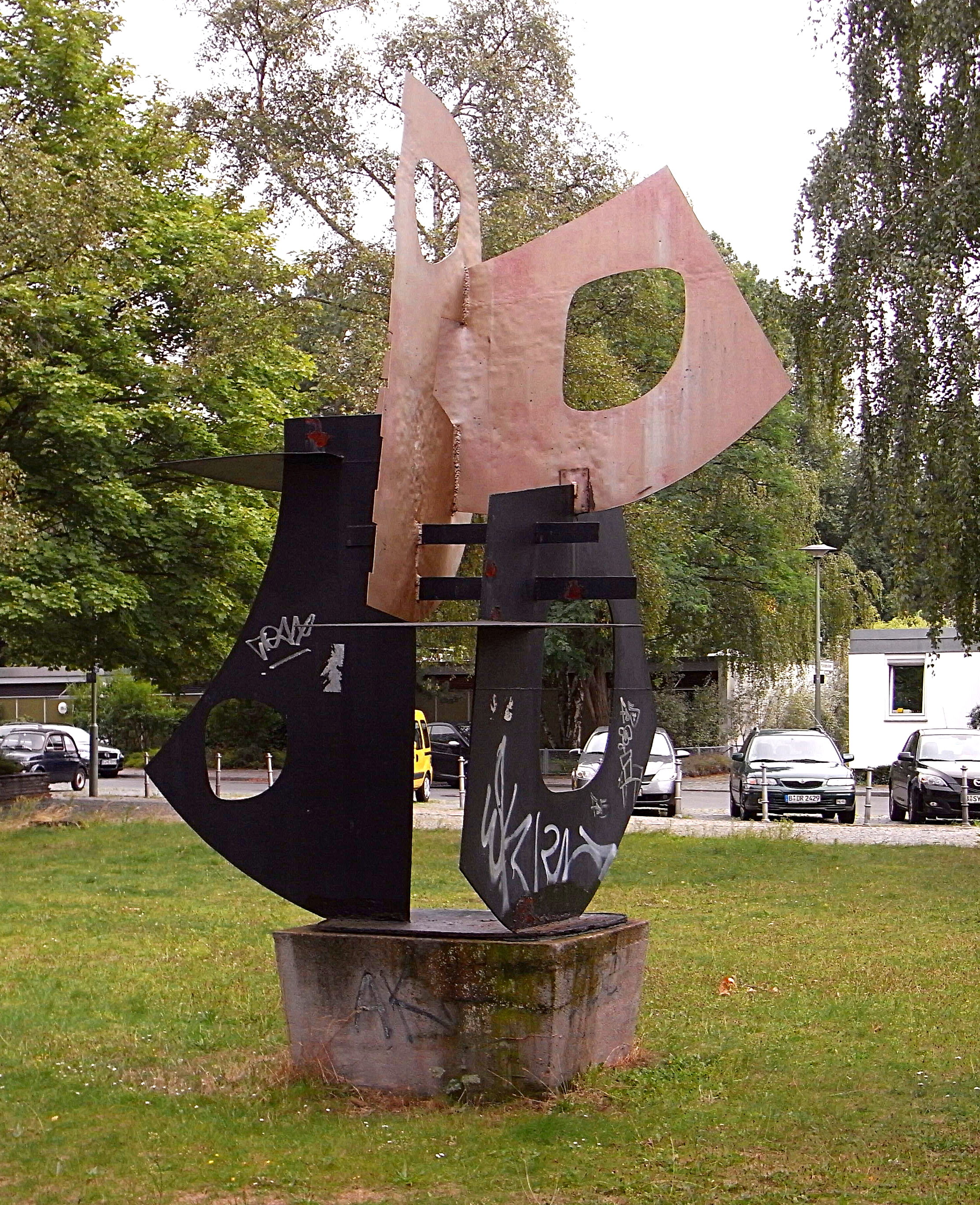
Tramonto del mattino I 1958, Berlino
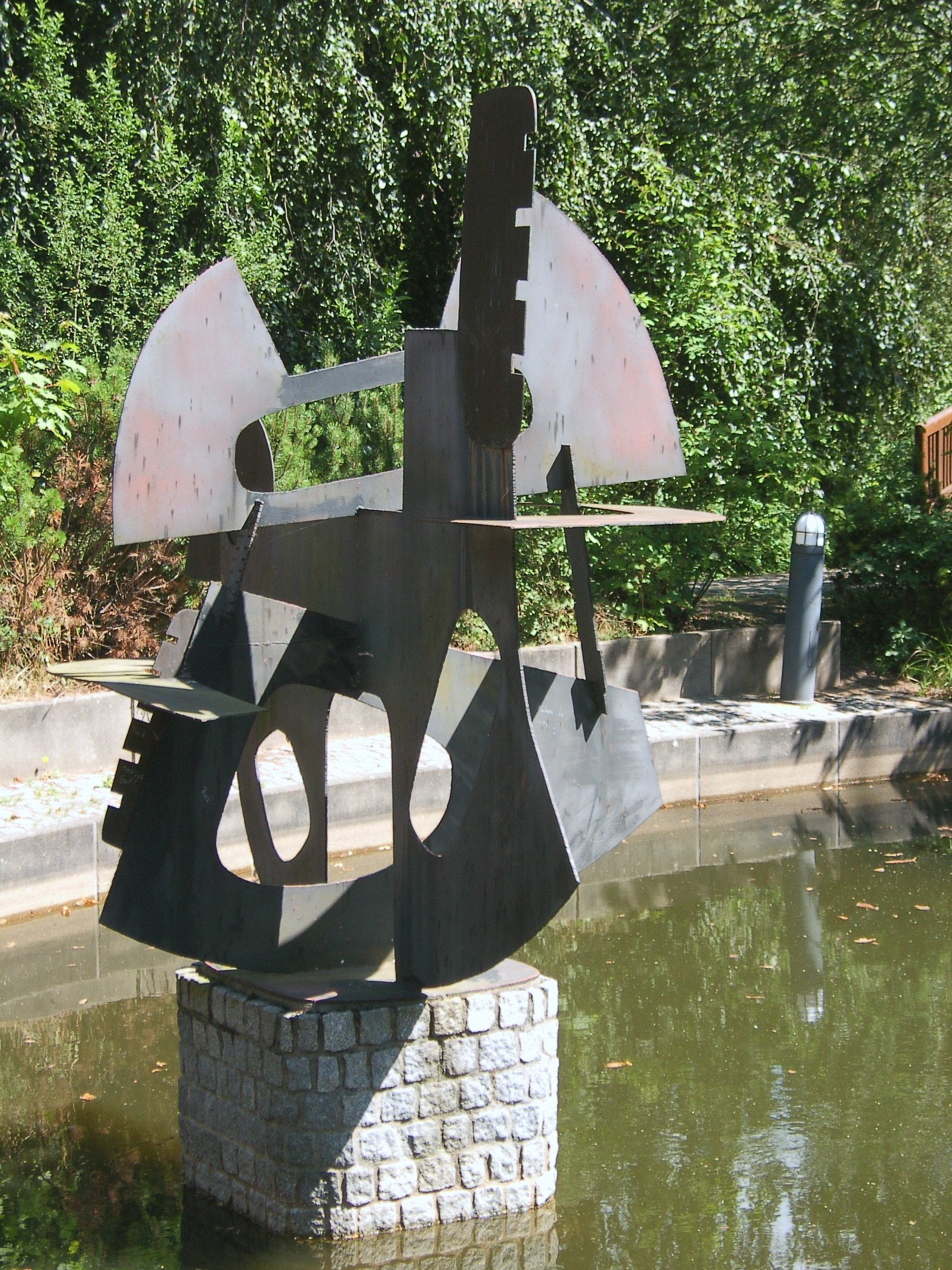
Tra i mondi 1959, Amburgo
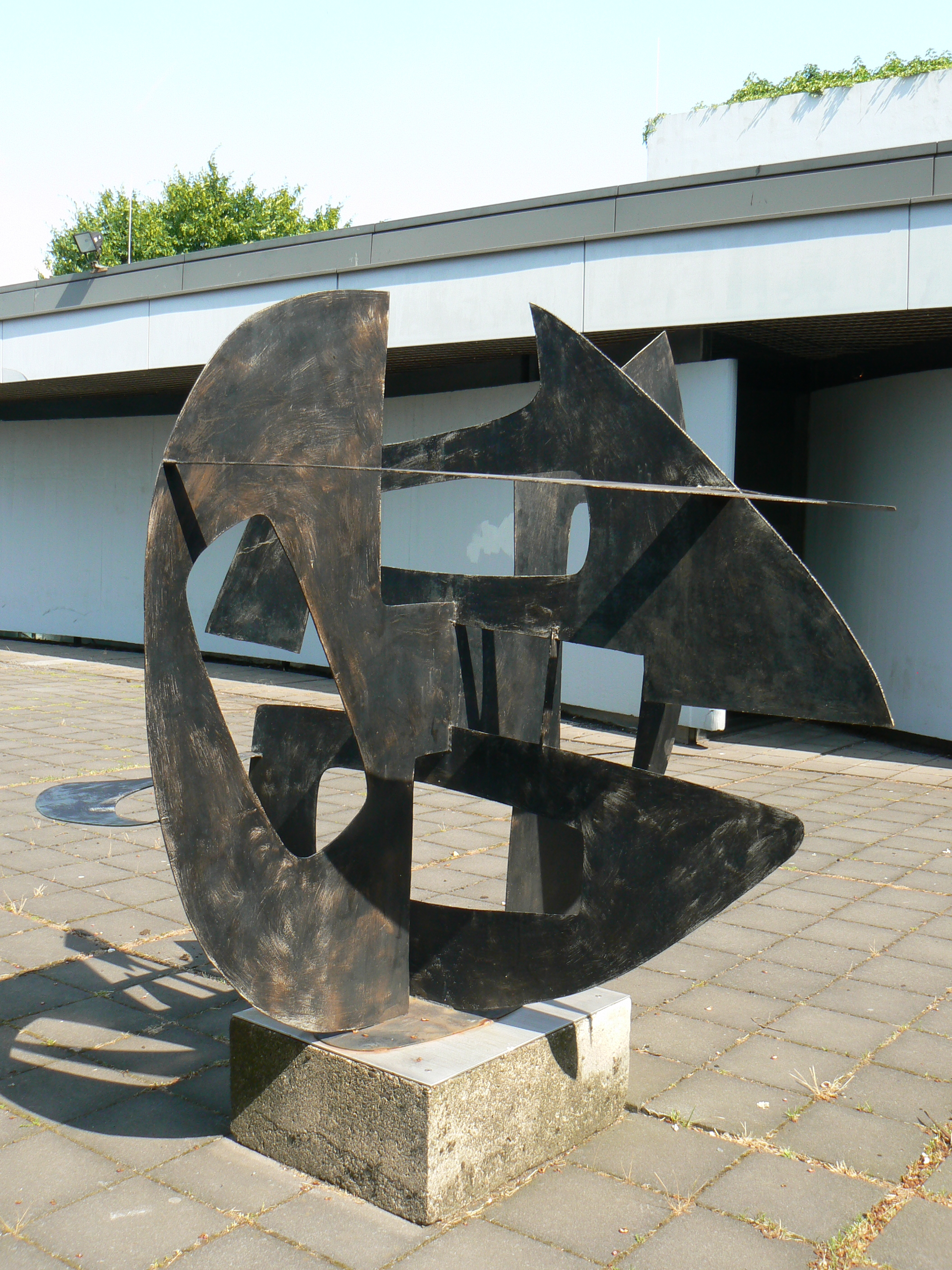
Tra due mondi 1962, Duisburg
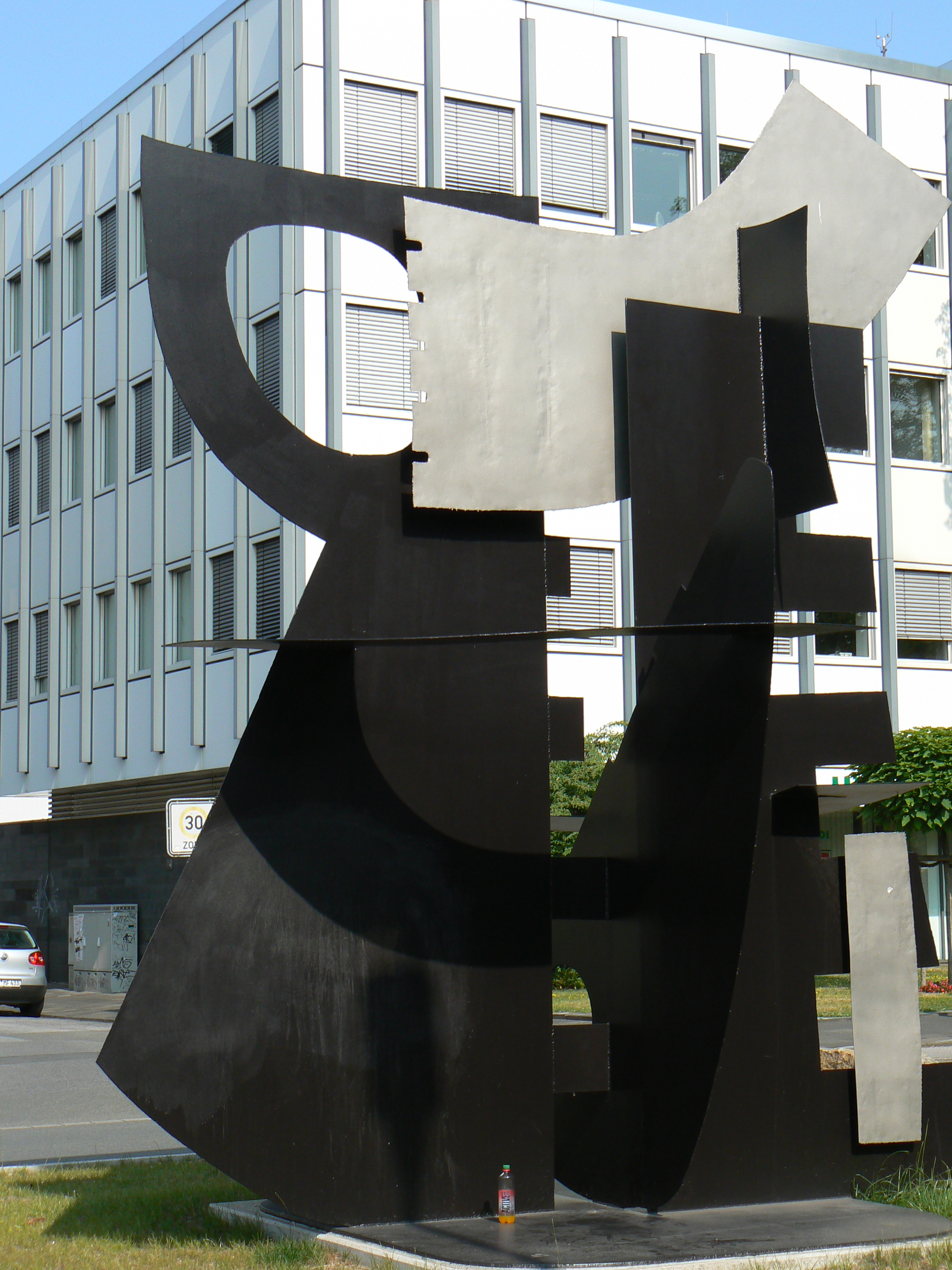
Occasione drammatica VIII 1963, Duisburg
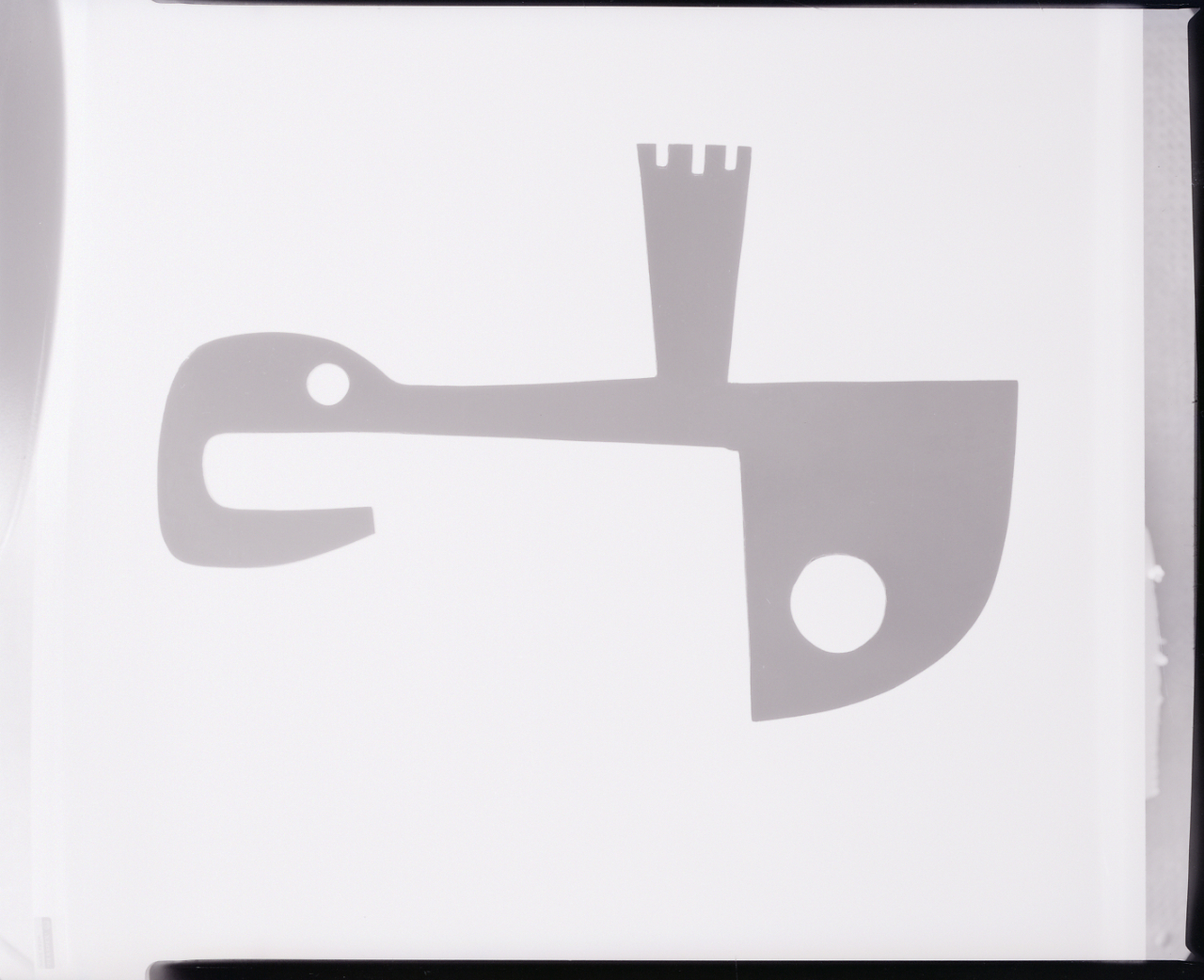
Senza titolo
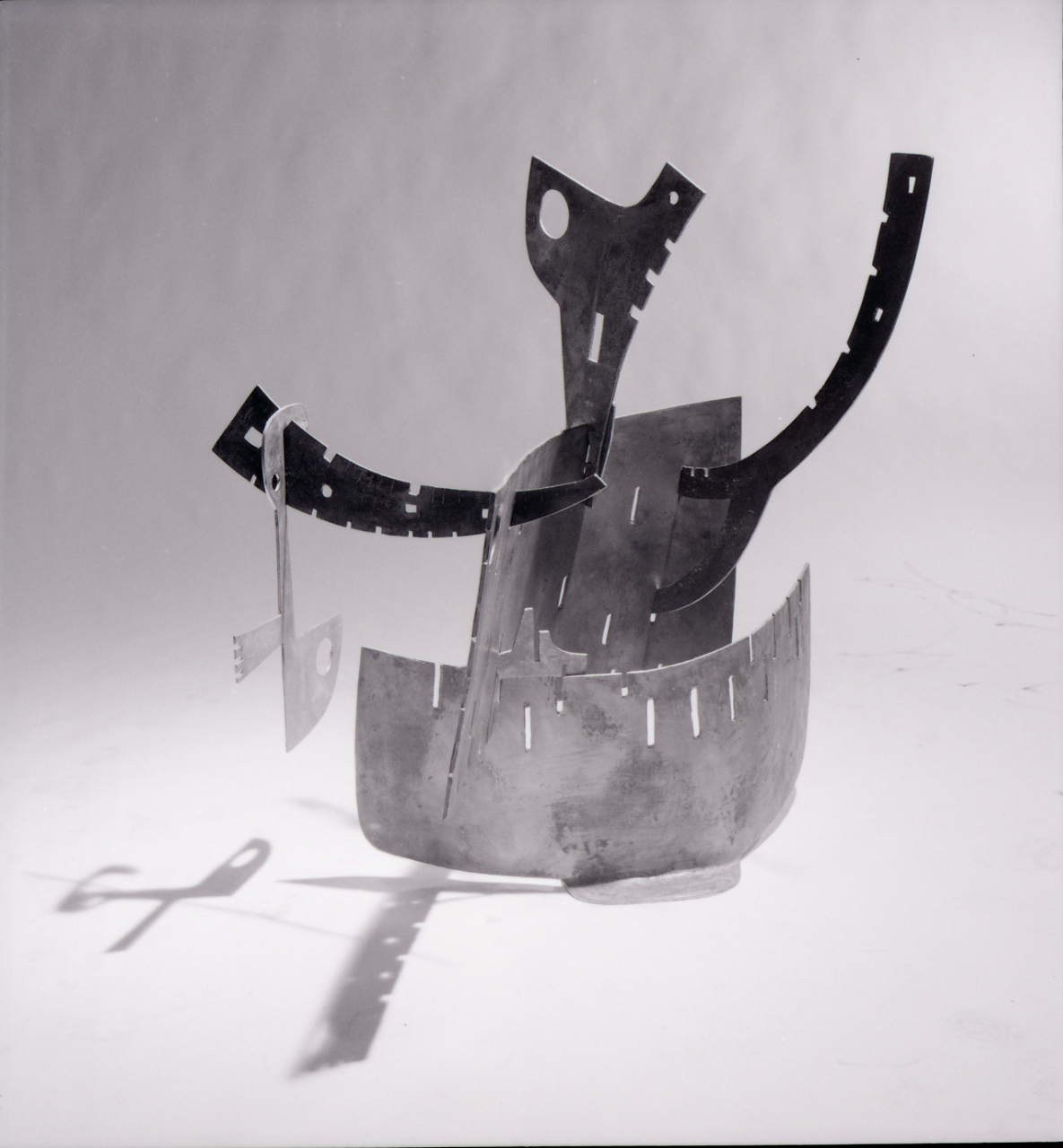
Senza titolo